# سفارة رومانيا في أوكرانيا
سفارة رومانيا في أوكرانيا هي أرفع تمثيل دبلوماسي لدولة رومانيا لدى أوكرانيا. تقع السفارة في كييف وهي تهدف لتعزيز المصالح الرومانية في أوكرانيا.

## وصلات خارجية
- الموقع الرسمي
- قائمة سفارات رومانيا
- قائمة السفارات في أوكرانيا